# Cidade Kemel
Cidade Kemel é um bairro que faz parte de quatro municípios: Poá (onde foi elevado a categoria de distrito), São Paulo (onde é dividido em Cidade Kemel I e Cidade Kemel II), Ferraz de Vasconcelos e Itaquaquecetuba, que integram a Região Metropolitana de São Paulo.

## História

### Origem
O nome do bairro é herança dos antigos proprietários. Assim como na maioria dos municípios da Região do Alto Tietê, o atual bairro era em 1953 uma fazenda que produzia uva Itália, pera d'água e caqui que foi comprada por Kemel Addas e que que no ano seguinte foi loteada.
O primeiro loteamento da região começou a ser construído pela Imobiliária Kemel em 1954 e acabou-se batizando o bairro de Kemel. Por ser tão extenso, acabou se acrescentando anos depois o termo "cidade", formando então o nome Cidade Kemel.
Os primeiros a comprar lotes da então Fazenda Kemel, eram basicamente o mesmo público da atual Zona Leste de São Paulo, moradores de outras cidades da Grande São Paulo e do litoral sul do Estado de São Paulo, atraídos pelas quantidade de árvores e plantações da região. Na medida em que o centro da capital ia se desenvolvendo e tendo o custo de vida elevado, os moradores acabavam migrando para bairros periféricos. A Imobiliária Kemel também foi responsável pelo loteamento de um outro bairro do município de São Paulo, o Jardim Monte Kemel no distrito de Vila Sônia.
O pai de Kemel Addas, Massud Addas, viveu no bairro fundado pelo filho até 1988, quando faleceu aos 108 anos de idade. Kemel Addas morreu em 1998, aos 87 anos, em decorrência de um atropelamento que sofreu no município de São Paulo. Hoje as fotos do processo de loteamento do bairro e de seu fundador estão expostas no Terminal Rodoviário da Cidade Kemel.

### Formação administrativa
No município de Poá
- Decreto nº 27.532 de 20/02/1957 - Cria a 5.ª subdelegacia de polícia do distrito e município de Poá, com sede na localidade conhecida por Cidade Kemel.[6]
- Distrito criado pela Lei n° 3.198 de 23/12/1981, com sede no bairro de igual nome e com território pertencente ao Município de Poá.[7][8]

## Geografia

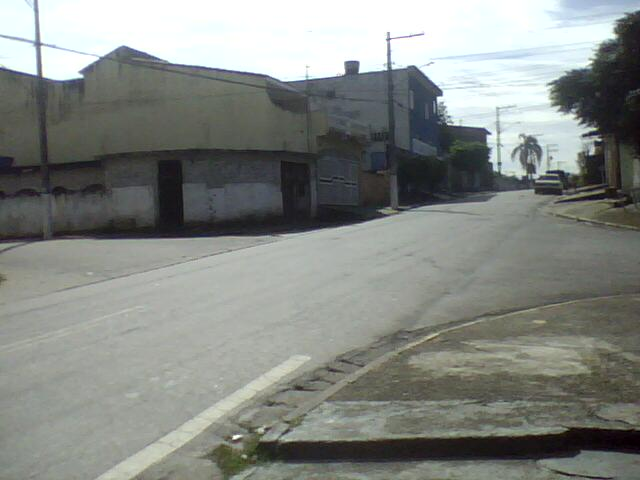
Rua Alcântara (em Poá), um dos principais corredores de ônibus da Cidade Kemel.

Cidade Kemel fica nos extremos dos quatro municípios, portanto, é um dos bairros mais distantes do centro de São Paulo. Por isso, o bairro tem características mais próximas de bairros do Alto Tietê do que de outros bairros do município de São Paulo. O bairro é cortado pelo Córrego Três Pontes.
Em relação a Poá, a Cidade Kemel é um dos bairros mais antigos, criado cinco anos depois da emancipação de Poá (de Mogi das Cruzes). Fica na parte oeste do município, a dois quilômetros de seu centro, sendo portanto o centro de município mais próximo desse bairro. Trata-se de uma estreita faixa de cerca de 200 metros de comprimento e uma ligação por uma ponte sobre o Córrego Três Pontes.
No ano de 2006, na parte da Cidade Kemel que pertence a Capital, foram plantadas pela prefeitura em conjunto com 150 escoteiros do município de São José dos Campos, mais de 600 mudas de árvores em apenas 15 minutos, o que ajudou a Capital, junto com outros bairros do município, a conseguir o título de município que mais plantou árvores em menos tempo. Essa façanha entrou para o Livro dos Recordes (Guiness Book).
No ano de 2009, a Subprefeitura do Itaim Paulista executou um novo paisagismo em uma rua importante do bairro, com flores trazidas do município de Holambra, município esse que é conhecido nacionalmente pela Expoflora, uma exposição de variados tipos de flores.
Na parte do bairro que pertence a Poá, foram plantados vários pinheiros ao redor do Terminal Rodoviário da Cidade Kemel, durante a sua construção. Durante a reforma ocorrida em 2008, foram plantados algumas palmeiras em volta.

### Divisas complexas
A conjuntura formada pelos quatro municípios talvez atrapalhe o desenvolvimento da região, já que as divisas são complexas, e deve se considerar também a negligência das prefeituras ao longo dos anos.
Pode-se considerar como um exemplo a parte do bairro onde existe a divisa entre os municípios de Poá e Itaquaquecetuba, na qual duas vias (Rua Deputado Emílio Carlos e Avenida Washington Luis) pertenciam ao município de Poá até o ano de 1979, até que eles deixaram de receber os boletos de IPTU da Prefeitura de Poá e passaram a receber boletos da Prefeitura de Itaquaquecetuba. Apesar da cobrança de imposto por parte da prefeitura itaquaquecetubense, nenhum serviço de utilidade pública era realizado por ela. Em 2004, vereadores e o vice-prefeito de Poá passaram a tratar desse assunto diretamente com os moradores e a associação de amigos do bairro e em conjunto com os departamentos jurídicos dos dois municípios, sendo encontrada uma solução quando, no início de outubro de 2008, os vereadores e o vice-prefeito de Poá na época, em conjunto com os 77 moradores envolvidos entraram com um pedido de devolução das ruas ao município de Poá, através de certidões emitidas junto ao cartório de registro imobiliário, para que os moradores voltem a ser considerados habitantes de Poá.
Em abril de 2011 o então prefeito de Poá prometeu resolver o problema dessas vias que ainda não foram asfaltadas. Entretanto, a prefeitura de Poá alega que todas as ruas de sua responsabilidade foram devidamente asfaltadas, e a prefeitura de Itaquaquecetuba não quis se pronunciar sobre o assunto quando foi procurada.

## Serviços públicos

### Transportes

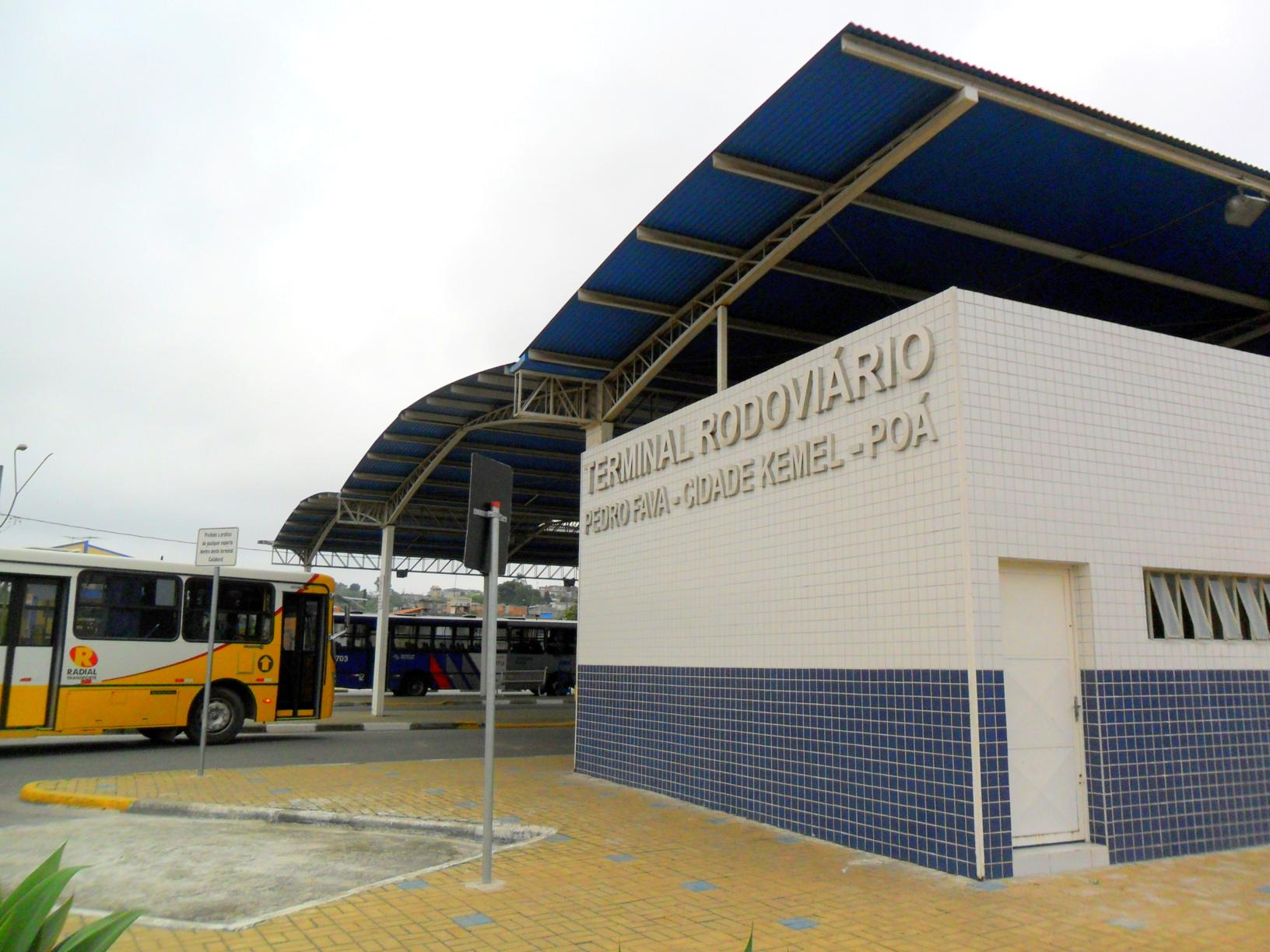
Terminal Rodoviário Pedro Fava.

O bairro possui um terminal rodoviário, administrado pela Prefeitura de Poá, que abriga ônibus intermunicipais da EMTU. Por ele passam linhas municipais de Poá e Ferraz de Vasconcelos. O terminal foi inaugurado em 2004 para atender a demanda local, e por conta de sua localização estratégica, serve de apoio operacional as linhas dos municípios vizinhos, em que a Cidade Kemel faz parte. Em 2008 passou por readequação para oferecer salas operacionais, sanitários e cobertura. Foram feitas adequações viárias, de sinalização e o tratamento de calçadas e entorno e pavimentação de vias adjacentes. O investimento foi de R$ 1,3 milhão. No lado paulistano, suas ruas abrigam pontos finais de linhas municipais de São Paulo, sob responsabilidade da SPTrans.

### Saúde
O bairro conta com duas principais unidades básicas de saúde (UBS), uma em Poá (UBS Edivaldo Lupetis) e outra em São Paulo. Elas fazem o atendimento básico para a população e desafogam o atendimento do Hospital Municipal Guido Guida e Maternidade Maria de Nazaré (em Poá) e do Hospital Geral de Itaim Paulista (em São Paulo).

### Educação
O bairro abriga várias escolas de ensino fundamental e ensino médio sendo que uma delas, a Professor José Antônio Bortolozzo em Poá que foi demolida para dar lugar a uma escola modelo, que manteve o mesmo nome. O novo estabelecimento educacional municipal poaense tem 16 salas de aula, piscina semiolímpica aquecida, quadra poliespostiva, salas de música, entre outros.  O formato desse estabelecimento é semalhante ao do Centro Educacional Unificado que existe na cidade de São Paulo, com alunos estudando em período integral.

### Saneamento
O serviço de abastecimento de água é feito pela Companhia de Saneamento Básico do Estado de São Paulo (SABESP).

### Energia
A responsável pelo abastecimento de energia elétrica é a EDP São Paulo, antiga Bandeirante Energia.

### Projetos sociais e culturais
Nos últimos anos foram feitas obras e projetos sociais para melhorar a vida dos habitantes da região, estas obras foram feitas por todas as prefeituras dos municípios em que a Cidade Kemel faz parte. Exemplo disto é o "Pólo da Promoção", que é uma central de atendimento social da prefeitura de Poá. O local oferece pães e promove cursos de pintura, de manicure, e de dança.
Em 26 de novembro de 2010 foi inaugurado pela prefeitura de Poá um Centro de Referência de Assistência Social, para atendimento ao habitantes de baixa renda do município.
Na parte do bairro pertencente à Ferraz de Vasconcelos foi construída uma Praça de Esportes e da Cultura (PEC), com o atual nome de Centro de Artes e Esportes Unificado (CEU), que se trata de um complexo que possui cinco pavimentos e terá, entre outros equipamentos, playground, área de descanso, quadra poliesportiva, sala de informática, biblioteca e cineteatro com 48 lugares, além de um Centro de Referência de Assistência Social (CRAS). O prédio, que tem elevador para portadores de deficiência física, foi inaugurado em 2016.

## Religião
O Cristianismo se faz presente no bairro da seguinte forma:

### Igreja Católica
- A igreja faz parte da Diocese de Mogi das Cruzes.[32]

### Igrejas Evangélicas
- Assembleia de Deus - O bairro possui congregação da Assembleia de Deus Ministério do Belém, Setor 42 - Poá.[33][34]
- Congregação Cristã no Brasil.[35]